# 关雾凤仙花
， ，为凤仙花科凤仙花属的植物，为台灣的特有植物。分布于海拔1,700米至3,000米的地区，多生在針葉林或針、闊葉混合林下阴潮湿处。
黃花鳳仙花模式标本由伊藤太右衛門於1915年採得，種小名tayemonii便由其姓名而來。